# Tarrietia utilis
Tarrietia utilis là một loài thực vật có hoa trong họ Cẩm quỳ. Loài này được (Sprague) Sprague miêu tả khoa học đầu tiên năm 1916.